# Radošovce (Trnava)
|  | No s'ha de confondre amb Radošovce (Skalica). |

Radošovce és un poble i municipi d'Eslovàquia que es troba a la regió de Trnava, a l'oest del país.

## Història
La primera menció escrita de la vila es remunta al 1216.

## Demografia
| Godina             | 1994 | 2004   | 2014   | 2024   |
| ------------------ | ---- | ------ | ------ | ------ |
| Nombre de persones | 392  | 401    | 415    | 388    |
| Diferència         |      | +2,29% | +3,49% | −6,50% |

| Godina             | 2023 | 2024   |
| ------------------ | ---- | ------ |
| Nombre de persones | 396  | 388    |
| Diferència         |      | −2,02% |